# Вільгельм Бенедикт фон Клаузевіц
Вільгельм Бенедикт Клаусвіц, пізніше Клаузевіц, з 1827 року — фон Клаузевіц (нім. Wilhelm Benedikt von Clausewitz (Clauswitz); 10 листопада 1773, Бург — 12 лютого 1849, Потсдам) — німецький воєначальник, генерал-лейтенант Прусської армії. Кавалер ордена Pour le Mérite.

## Біографія
Представник знатного верхньосілезького роду. Син податківця Фрідріха Габріеля Клаузевіца.
Клаузевіц розпочав свою військову кар'єру в 1787 році в 34-му піхотному полку. У 1792 році він був вироблений в другі лейтенанти і брав участь у Наполеонівських війнах з 1793 по 1815 рік. В 1797 він був вироблений в перші лейтенанти, а в 1802 році — в штабскапітани.
У 1806 році Клаузевіц служив у 6-му Західно-Прусському резервному батальйоні та брав участь у кампаніях 1806–1807 років. У 1809 році, в чині капітана, він був призначений командиром лейб-роти і прийняв на себе керівництво школою підготовки фенріхів портупеї та юнкерів Портепі. Він вважався хорошим учителем і високоосвіченим офіцером, який мав великі військові знання.
У 1812 році Клаузевіц брав участь у поході проти Росії на боці Франції у складі прусського контингенту. Через рік він отримав командування резервним батальйоном, а у грудні 1813 року перейшов у Генеральний штаб. Після закінчення війни Клаузевіц залишив Генеральний штаб і прийняв командування 32-м піхотним полком. У 1817 році його призначили головою екзаменаційної комісії для фенріхів портупеї в Мюнстері. Отримавши звання оберста у 1818 році, з 1822 року він командував 13-ою бригадою ландвера в Мюнстері та відповідав за підготовку офіцерів ландвера.
У 1828 році Клаузевіц був проведений в генерал-майори. У 1832 році він прийняв на себе керівництво відомством у справах інвалідів у Військовому міністерстві, де й залишався до виходу у відставку у 1839 році. Останні роки життя провів у Потсдамі. Похований на Старому гарнізонному цвинтарі в Берліні.

## Сім'я
Одружився з Фрідерікою фон Гюльзен (20 липня 1774 — 23 травня 1850). В пари народились 5 дітей:
- Вільгельм (1801) — оберст.
- Август (1803) — оберст.
- Фрідріх Вільгельм (1809–1881) — президент поліції і почесний громадянин Данцига.
- Георг Ельфрід Адольф (1811–1888) — майор.
- Шарлотта Августа Фрідеріка (1814–1814)

## Нагороди
- Залізний хрест 2-го класу
- Pour le Mérite